# Liste der denkmalgeschützten Objekte in Kappel am Krappfeld
Die Liste der denkmalgeschützten Objekte in Kappel am Krappfeld enthält die 19 denkmalgeschützten, unbeweglichen Objekte der Gemeinde Kappel am Krappfeld.

## Denkmäler
| Foto |                 | Denkmal                                                                                          | Standort                                                                 | Beschreibung | Metadaten |
| ---- | --------------- | ------------------------------------------------------------------------------------------------ | ------------------------------------------------------------------------ | --- | --- |
| ja   | Datei hochladen | Flur-/Wegkapelle hl. Nikolaus HERIS-ID: 53913 Objekt-ID: 62007                                   | Prongwaldweg 3 Standort KG: Dobranberg                                   | Die spätgotische Nikolauskapelle steht hinter dem Pfarrhof. Das Tonnengewölbe mit Netzgraten ruht auf reliefierten Engelskonsolen. Der kleine um 1670/1680 entstandene Altar stammt ursprünglich aus Tschirnig und trägt neben einem heiligen Paulus noch zwei weitere Schnitzfiguren. Das geschnitzte Antependium zeigt den Paulussturz. | BDA-Hist.: Q38059054 Status: § 2a Stand der BDA-Liste: 2025-06-30 Name: Flur-/Wegkapelle hl. Nikolaus GstNr.: 145 Chapel Saint Nicholas, Kappel am Krappfeld                                  |
| ja   | Datei hochladen | Kaplanei HERIS-ID: 53914 Objekt-ID: 62008                                                        | Prongwaldweg 5 Standort KG: Dobranberg                                   | | BDA-Hist.: Q38059065 Status: § 2a Stand der BDA-Liste: 2025-06-30 Name: Kaplanei GstNr.: 145                                                                                                  |
| ja   | Datei hochladen | Pfarrhof HERIS-ID: 53911 Objekt-ID: 62005                                                        | Prongwaldweg 7 Standort KG: Dobranberg                                   | Der dreigeschoßige Bau mit gotischem Kern wurde im 16./17. Jahrhundert umgebaut. Die Fensterausbrüche stammen aus späterer Zeit. An der Eingangsfront finden sich schlüssellochförmige Schießscharten, die ehemaligen Eckerker wurden abgetragen. Über dem Portal ist ein Wappenstein mit Inschrift (Restaurierung durch Pfarrer Coloman Brunmeister 1506.) angebracht. In der Laube des Pfarrhofes ist im Fußboden ein Fragment einer römerzeitlichen Grabinschrift eingelassen. | BDA-Hist.: Q38059044 Status: § 2a Stand der BDA-Liste: 2025-06-30 Name: Pfarrhof GstNr.: 145 Pfarrhof Kappel am Krappfeld                                                                     |
| ja   | Datei hochladen | Kath. Pfarrkirche hl. Paul mit Karner, Friedhof und Rundkapelle HERIS-ID: 53920 Objekt-ID: 62014 | Gunther v. Krappfeld-Straße 21 Standort KG: Dobranberg                   | Die Pfarrkirche geht im Kern auf einen romanischen Bau des 12. Jahrhunderts zurück; das spätgotische Sternrippengewölbe im Chor stammt von 1513; im 18. Jahrhundert weitgehend umgebaut. Die drei Altäre und die Kanzel stammen aus der Werkstatt Johann Pachers. Neben der Kirche befinden sich ein romanischer Karner und eine Rundkapelle (Umbau eines ehemaligen Wehrturms). | BDA-Hist.: Q2082728 Status: § 2a Stand der BDA-Liste: 2025-06-30 Name: Kath. Pfarrkirche hl. Paul mit Karner, Friedhof und Rundkapelle GstNr.: .21 Pfarrkirche Kappel am Krappfeld            |
| ja   | Datei hochladen | Gasthaus Funder HERIS-ID: 46403 Objekt-ID: 48391                                                 | Dürnfeld 1 Standort KG: Dürnfeld                                         | Der Gasthof Funder wurde vermutlich im späten 18. Jahrhundert errichtet und um 1844 zu einem spätklassizistischen-biedermeierlichen Gutshof umgebaut. Von 1843 bis 1922 war das Haus mit Unterbrechung k.k. Poststation. Der stattliche dreigeschoßige Bau mit Walmdach und siebenachsiger Westfassade, flachen Mittelrisalit mit Giebelaufsatz, Pilastergliederung und Schmuckfeldern ist ein typisches Beispiel eines Kärntner Stöckls. | BDA-Hist.: Q38021198 Status: Bescheid Stand der BDA-Liste: 2025-06-30 Name: Gasthaus Funder GstNr.: .11 Gasthaus Funder, Dürnfeld                                                             |
| ja   | Datei hochladen | Kath. Filialkirche hl. Pankratius HERIS-ID: 53533 Objekt-ID: 61519                               | Dürnfeld Standort KG: Dürnfeld                                           | Filialkirche von Friedhofsmauer umgeben; Urkundlich 1321 erwähnt. Kleiner gotischer Bau des 14. Jahrhunderts (im Kern romanisch?). Über dem leicht eingezogenen Chor mit zweistufigen Strebepfeilern ein mächtiger barocker Turm mit Pyramidendach. Gotische Sakristei an der Turm-Nord-Seite. Spitzbogiges, abgefastes gotisches West-Portal mit eisenbeschlagener Tür. Im Langhaus statt der ehemaligen Flachdecke zweijochiges barockes Stuckrippengewölbe aus dem 17. Jahrhundert. Dreiachsige Westempore mit Gratgewölbe auf Balustersäulen. Barocke Fensteröffnungen. Spitzbogiger, gekehlter Triumphbogen. Chor einjochig mit 5/8-Schluss (Rippen abgeschlagen?); für den barocken Turm Mauerpfeiler eingezogen und die Triumphbogenwand verstärkt; schmale gotische Fenster.                         | BDA-Hist.: Q38057484 Status: § 2a Stand der BDA-Liste: 2025-06-30 Name: Kath. Filialkirche hl. Pankratius GstNr.: .13 Filialkirche St Pankratius in Dürnfeld                                  |
| ja   | Datei hochladen | Kath. Filialkirche hl. Cyriakus HERIS-ID: 53871 Objekt-ID: 61937                                 | Haidkirchen Standort KG: Krasta                                          | Die Kirche besteht aus romanischem Langhaus und gotischer Apsis und hat ein Steinplatteldach. Die drei Altäre und die hölzerne Empore entstanden um die Wende vom 17. zum 18. Jahrhundert. | BDA-Hist.: Q1412861 Status: § 2a Stand der BDA-Liste: 2025-06-30 Name: Kath. Filialkirche hl. Cyriakus GstNr.: .34 Filialkirche St Cyriacus, Haidkirchen                                      |
| ja   | Datei hochladen | Kath. Filialkirche hl. Margaretha HERIS-ID: 54387 Objekt-ID: 62649                               | Kirchweg 3 Standort KG: Krasta                                           | Urkundlich 1124 erwähnt, Weihe 1729 (im Chor eingemauerte, barocke Konsekrationsplatte). Barockisierte, im Kern romanische Saalkirche. 1994 Außenrestaurierung, Außenfärbelung in ursprünglicher Handwerkstechnik mit Freskofärbelung. Langhaus in den Mauern romanisch, eingezogener polygonaler Chor, spätgotische Sakristei an der Langhaus-Süd-Seite. Sechsseitiger Dachreiter im Osten, mit Steinplattln eingedeckt. West-Portal spätgotisch profiliert, spitzbogig; Eisenplattentür. | BDA-Hist.: Q38060695 Status: § 2a Stand der BDA-Liste: 2025-06-30 Name: Kath. Filialkirche hl. Margaretha GstNr.: .68 Filialkirche Passering                                                  |
| ja   | Datei hochladen | Kath. Filialkirche hl. Klemens und Friedhof HERIS-ID: 54703 Objekt-ID: 63077                     | Sankt Klementen Standort KG: Krasta                                      | Die dreischiffige spätgotische Wehrkirche hat ein steiles Steinplatteldach und einen schlanken Turm. Einige Wandmalereien aus dem 15./16. Jahrhundert wurden freigelegt. Der Hochaltar ist mit 1711 bezeichnet; in der Kirche sind auch einige Seitenaltäre und eine Kanzel aus dem 17. Jahrhundert. | BDA-Hist.: Q1413115 Status: § 2a Stand der BDA-Liste: 2025-06-30 Name: Kath. Filialkirche hl. Klemens und Friedhof GstNr.: .55 Filialkirche Heiliger Klemens (Klementen, Kappel am Krappfeld) |
| ja   | Datei hochladen | Schloss Mannsberg HERIS-ID: 35631 Objekt-ID: 34419                                               | Mannsberg 1 Standort KG: Mannsberg                                       | Die gut erhaltene Burg besteht aus der hochmittelalterlichen Hauptburg mit viergeschoßigem Palas, und der weitläufigen Vorburg, zum Teil in der Renaissance erbaut. Im Inneren sind eine Balkendecke mit Wappen, die Burgkapelle, spätbarocke Stuckaturen sowie Kamine bemerkenswert. | BDA-Hist.: Q1013074 Status: Bescheid Stand der BDA-Liste: 2025-06-30 Name: Schloss Mannsberg GstNr.: .7 Burg Mannsberg                                                                        |
| ja   | Datei hochladen | Burgruine Altmannsberg HERIS-ID: 46755 Objekt-ID: 48920                                          | Mannsberg 1, südwestlich Standort KG: Mannsberg                          | Annähernd gleichzeitig mit der oberen Burg Mannsberg dürfte auch die untere Anlage entstanden sein. Zwei tiefe aus dem Fels gehauene Halsgräben trennen gegen Süden einen kleinen Felskopf ab, der die Ruinen der kleinen hochmittelalterlichen Burg trägt. Sie war wohl noch bis ins 16. Jahrhundert hinein bewohnt, 1688 wurde sie von Valvasor als „öd und verlassen“ bezeichnet. Im Nordosten der Anlage finden sich Reste des ehemaligen viergeschoßigen Festen Hauses. | BDA-Hist.: Q38023454 Status: Bescheid Stand der BDA-Liste: 2025-06-30 Name: Burgruine Altmannsberg GstNr.: 47 Ruine Altmannsberg                                                              |
| ja   | Datei hochladen | Kath. Pfarrkirche hl. Florian und Friedhof HERIS-ID: 54653 Objekt-ID: 63015                      | Sankt Florian 28 Standort KG: Mannsberg                                  | Die Kirche ist ein spätgotischer, barock erweiterter Bau. Im Inneren dominiert der barocke Hochaltar (aus Johann Pachers Werkstätte) mit großen Schnitzfiguren, die Kirche und ihre Anbauten enthalten aber noch vier weitere Altäre. | BDA-Hist.: Q1230792 Status: § 2a Stand der BDA-Liste: 2025-06-30 Name: Kath. Pfarrkirche hl. Florian und Friedhof GstNr.: .28 Filialkirche St Florian am Krappfeld                            |
| ja   | Datei hochladen | Pfarrhof HERIS-ID: 54608 Objekt-ID: 62934                                                        | Kirchplatz 2 Standort KG: Silberegg                                      | Eingeschoßiger, gestaffelter Bau über hohem Kellergeschoß, Schopfwalmdächer, im Kern spätmittelalterlich. | BDA-Hist.: Q38061527 Status: § 2a Stand der BDA-Liste: 2025-06-30 Name: Pfarrhof GstNr.: .31                                                                                                  |
| ja   | Datei hochladen | Kath. Pfarrkirche hl. Georg und Friedhof HERIS-ID: 54610 Objekt-ID: 62936                        | Kirchplatz 3 Standort KG: Silberegg                                      | Urkundlich 1202 erwähnt. Ehemalige romanische Kirche, vor allem in der Spätgotik einschneidend verändert, Errichtung des Chores und des Turmes Anfang 16. Jahrhundert. Im Barock Umgestaltung. Romanisches Langhaus erste Hälfte 13. Jahrhundert, in der Gotik erhöht, mit barockem zweijochigem Kreuzgewölbe über Mauerpfeiler. Eingezogener, einjochiger polygonaler Chor mit 5/8-Schluss mit Spitztonne und Stichkappen und massiger Nord-Turm mit Spitzhelm und eingeschoßigem Anbau, Anfang 16. Jahrhundert. Sakristei im Turmerdgeschoß. Im 19. Jahrhundert renoviert. 1992 Außenfärbelung mit Wiederherstellung der spätgotischen Architekturpolychromie am Turm. 1995 Innenfärbelung in der Raumfassung der Barock-Zeit mit Freilegung von teilweise beschädigten Deckenmedaillons mit Evangelisten. | BDA-Hist.: Q38061542 Status: § 2a Stand der BDA-Liste: 2025-06-30 Name: Kath. Pfarrkirche hl. Georg und Friedhof GstNr.: .30 Pfarrkirche hl. Georg, Silberegg (Kappel am Krappfeld)           |
| ja   | Datei hochladen | Schloss Silberegg HERIS-ID: 35632 Objekt-ID: 34420                                               | Schloßplatz 1, 2 Standort KG: Silberegg                                  | Dreigeschoßiger, dreiflügeliger Bau mit steilem Walmdach und zwei Ecktürmen an Nordwest-Seite. Fassaden von 1870 mit einfacher Gliederung. An Südwest-Seite bemerkenswerte Renaissanceportal aus Marmor mit profiliertem Gewände und waagrechtem Abschluss über Pilastern. Im Inneren durchgängige Querlaube mit Tonnengewölbe und Stichkappen, darüber Halle mit barocker Stuckfelderdecke und schachbrettartig verlegtem Steinboden (18. Jahrhundert). | BDA-Hist.: Q15844511 Status: Bescheid Stand der BDA-Liste: 2025-06-30 Name: Schloss Silberegg GstNr.: .39 Schloss Silberegg                                                                   |
| ja   | Datei hochladen | Bildstock HERIS-ID: 89132 Objekt-ID: 103730                                                      | östlich Sankt Martin am Krappfeld 7 Standort KG: St. Martin am Mannsberg | Das Weiße Kreuz steht nordöstlich oberhalb des Ortes. Der mit 1679 bezeichnete Tabernakelbildstock mit polygonalem Schaft und Schindeldach wurde vermutlich als Pestkreuz errichtet. | BDA-Hist.: Q37732256 Status: § 2a Stand der BDA-Liste: 2025-06-30 Name: Bildstock GstNr.: 300                                                                                                 |
| ja   | Datei hochladen | Pfarrhof und Pfarrstadel HERIS-ID: 54747 Objekt-ID: 63134                                        | Sankt Martin am Krappfeld 1 Standort KG: St. Martin am Mannsberg         | Der ehemalige Pfarrhof, südöstlich der Kirche, ist ein Bau aus dem 16. Jahrhundert mit erhaltenen Renaissance-Putzen. | BDA-Hist.: Q38062246 Status: § 2a Stand der BDA-Liste: 2025-06-30 Name: Pfarrhof und Pfarrstadel GstNr.: .39                                                                                  |
| ja   | Datei hochladen | Kath. Pfarrkirche hl. Martin und Friedhof HERIS-ID: 54748 Objekt-ID: 63136                       | Sankt Martin am Krappfeld 38 Standort KG: St. Martin am Mannsberg        | Die Kirche ist ein romanischer, spätgotisch erweiterter Bau mit Steinplatteldach; vermutlich romanisch sind die schmiedeeisernen Beschläge am Westeingang sowie die beiden Steinköpfe außen unter dem Sims des Chors. Im Inneren spätgotischer Taufstein und barocke Einrichtung (Hochaltar und zwei gleichartige Seitenaltäre), bemalte hölzerne Empore. | BDA-Hist.: Q1602324 Status: § 2a Stand der BDA-Liste: 2025-06-30 Name: Kath. Pfarrkirche hl. Martin und Friedhof GstNr.: .38 Pfarrkirche St Martin am Krappfeld                               |
| ja   | Datei hochladen | Kath. Filialkirche hl. Willibald HERIS-ID: 54928 Objekt-ID: 63365                                | Sankt Willibald Standort KG: St. Martin am Mannsberg                     | In der kleinen romanischen Kirche wurden spätgotische Malereien freigelegt. Bemerkenswert ist das urtümliche Kirchengestühl. Im Untergeschoß des Sakristeianbaus ist ein Beinhaus. | BDA-Hist.: Q1246428 Status: § 2a Stand der BDA-Liste: 2025-06-30 Name: Kath. Filialkirche hl. Willibald GstNr.: .45 Filialkirche St Willibald am Krappfeld                                    |

## Ehemalige Denkmäler
| Foto |                 | Denkmal                            | Standort                               | Beschreibung | Metadaten |
| ---- | --------------- | ---------------------------------- | -------------------------------------- | ------------ | --- |
| ja   | Datei hochladen | Meierhaus Objekt-ID: 62006bis 2014 | Prongwaldweg 9 Standort KG: Dobranberg |              | BDA-Hist.: Q106647272 Status: § 2a Stand der BDA-Liste: 2014-06-27 Name: Meierhaus GstNr.: .28 Meierhaus Kappel am Krappfeld |